# Jireček Point

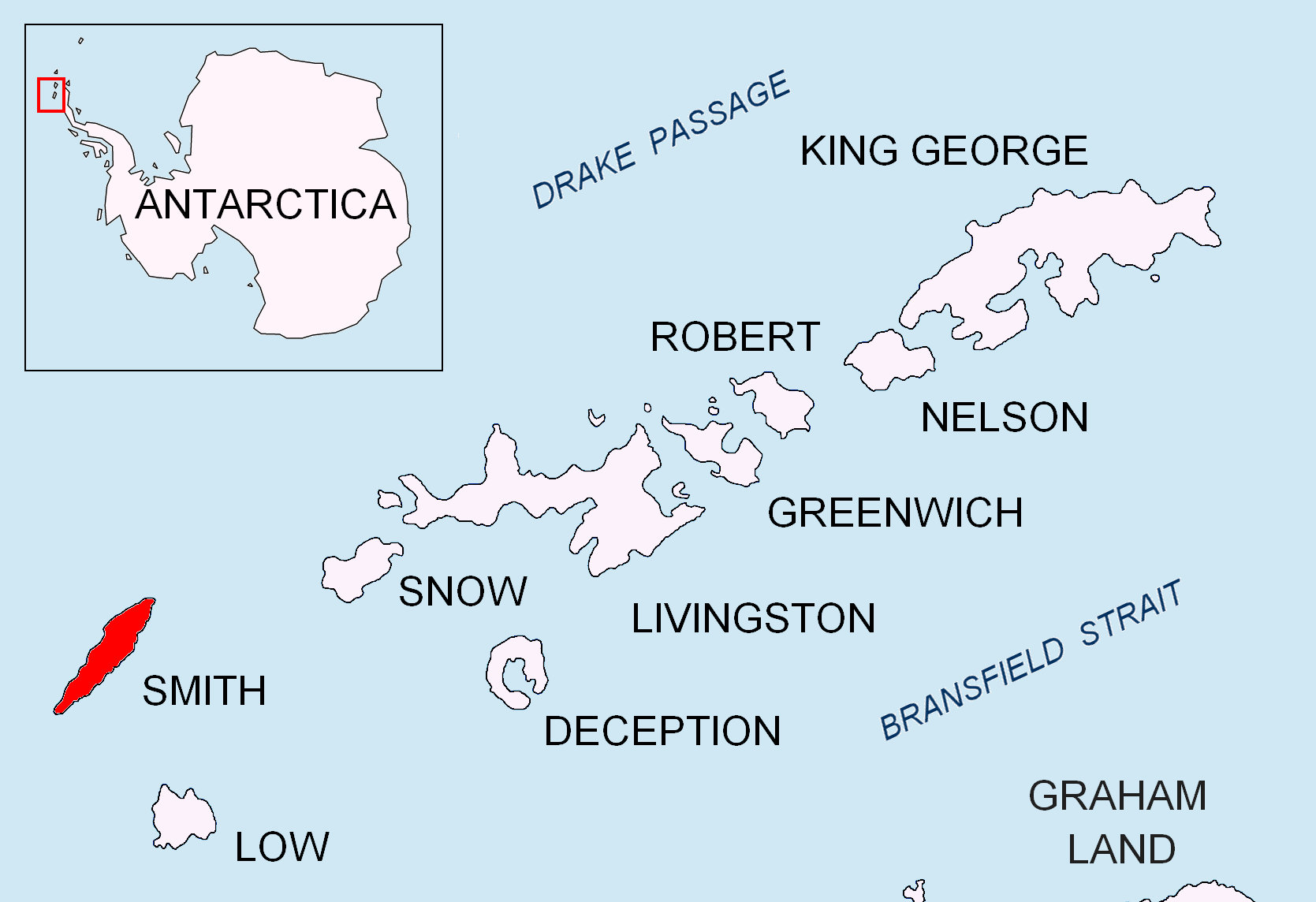
Localizzazione dell'Isola Smith, nelle Isole Shetland Meridionali.

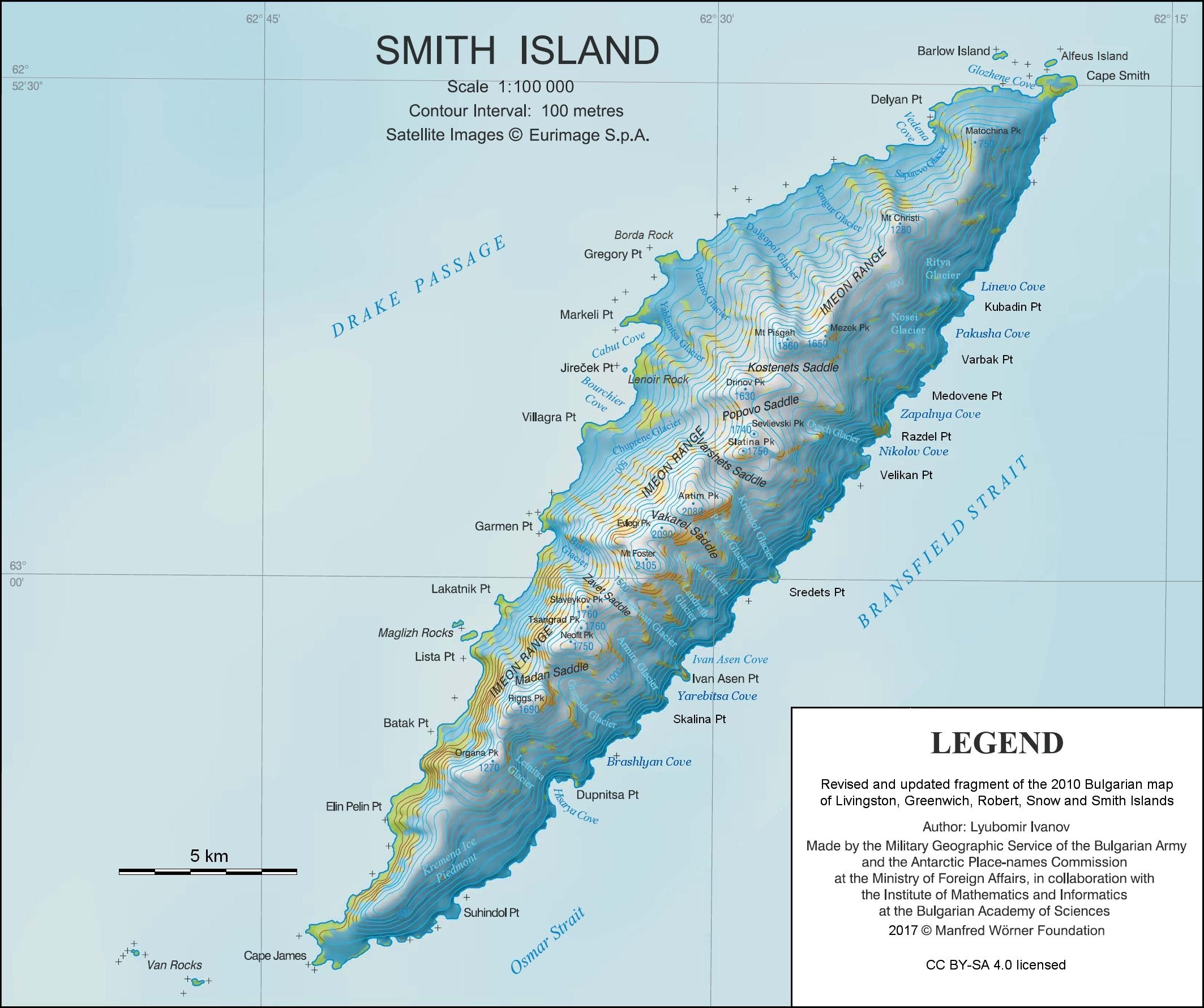
Mappa topografica dell'Isola Smith. Jireček Point si trova nella parte superiore dell'immagine, sulla costa nordoccidentale dell'isola.

Jireček Point (in lingua bulgara: нос Иречек, Nos Irechek) è una punta rocciosa situata nella costa nordoccidentale dell'Isola Smith, nelle Isole Shetland Meridionali, in Antartide.

## Caratteristiche
La punta forma il lato sud dell'entrata alla Cabut Cove e il lato nordest dell'entrata alla Bourchier Cove.

## Localizzazione
Jireček Point è localizzata alle coordinate 62°56′42.7″S 62°32′39″W; è situata 1,1 km a sud-sudest di Markeli Point e 2,35 km a nord-nordest di Villagra Point.
Mappatura bulgara nel 2009.

## Denominazione
La denominazione è stata assegnata il 3 giugno 2010 dalla Commissione bulgara per i toponimi antartici in riferimento al villaggio di Irechek, situato nella parte nordorientale della Bulgaria, al villaggio di Irechekovo situato nella parte sudorientale della Bulgaria, e in connessione con lo storico ed educatore bulgaro di origine ceca Konstantin Jireček (1854–1918).

## Mappe
- Chart of South Shetland including Coronation Island, &c. from the exploration of the sloop Dove in the years 1821 and 1822 by George Powell Commander of the same. Scale ca. 1:200000. London: Laurie, 1822.
- L.L. Ivanov. Antarctica: Livingston Island and Greenwich, Robert, Snow and Smith Islands. Scale 1:120000 topographic map. Troyan: Manfred Wörner Foundation, 2010. ISBN 978-954-92032-9-5 (First edition 2009. ISBN 978-954-92032-6-4)
- South Shetland Islands: Smith and Low Islands. Scale 1:150000 topographic map No. 13677. British Antarctic Survey, 2009.
- Antarctic Digital Database (ADD). Scale 1:250000 topographic map of Antarctica. Scientific Committee on Antarctic Research (SCAR). Since 1993, regularly upgraded and updated.
- L.L. Ivanov. Antarctica: Livingston Island and Smith Island. Scale 1:100000 topographic map. Manfred Wörner Foundation, 2017. ISBN 978-619-90008-3-0